# ایوان زوباچیف
ایوان زوباچیف (روسی: Иван Николаевич Зубачёв؛ ۲۸ فوریه ۱۸۹۸ – ۲۱ ژوئیهٔ ۱۹۴۴) فرد نظامی اهل اتحاد جماهیر شوروی سوسیالیستی بود.